# Nadeżda

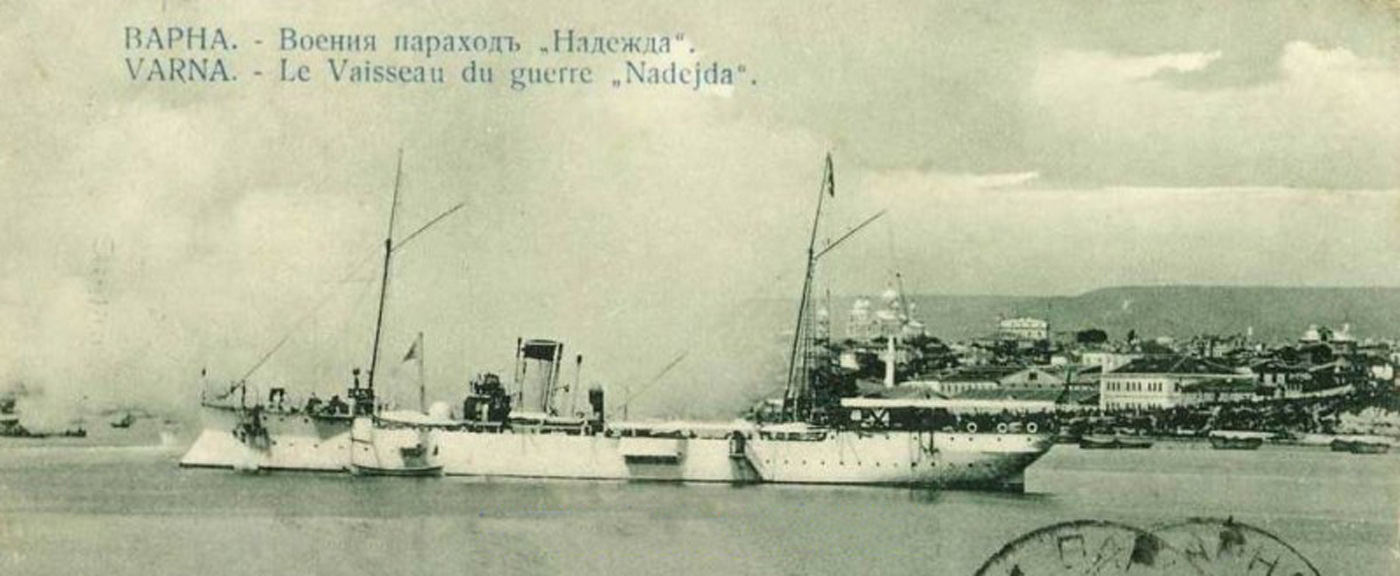
„Nadeżda” w Warnie

Nadeżda (bułg. Надежда) – bułgarski, rosyjski, a następnie radziecki okręt, w służbie od 1900 r. do końca lat 20. XX wieku. Była to kanonierka torpedowa (względnie krążownik torpedowy), zbudowana we Francji, w Bułgarii klasyfikowana jako krążownik.

## Historia
Okręt został zbudowany dla floty wojennej Bułgarii w stoczni Societe Anonyme des Chantiers et Ateliers de la Gironde w Bordeaux w latach 1897–1898 na bazie projektu francuskiego awizo „Casabianca”. W Bułgarii został zaklasyfikowany jako krążownik, choć faktycznie stanowił kanonierkę torpedową, względnie krążownik torpedowy. Umowę na budowę podpisano 3 maja 1897, wodowanie miało miejsce 10 września 1898. Pomiędzy 22 października a 1 grudnia 1898 okręt odbył rejs do Bułgarii, pod dowództwem Paula Pichona, lecz uzbrojenie artyleryjskie na nim zainstalowano dopiero w Bułgarii w 1900, a torpedowe w 1902 roku.
Uzbrojenie było rozmieszczone w następujący sposób: dwa działa 100 mm umieszczone były na burtach – na sponsonach w rufowej części śródokręcia, dwa działa 65 mm znajdowały się na pokładzie dziobowym i rufowym w osi podłużnej okrętu, a dwa działa 47 mm umieszczone były na pokładzie dziobowym, po obu burtach. Teoretycznie było możliwe prowadzenie ognia z obu dział kalibru 100 mm w osi podłużnej okrętu.  Dwie wyrzutnie torped kalibru 381 mm znajdowały się na platformach na burtach; oprócz torped w wyrzutniach były trzy torpedy zapasowe. Okręt nie posiadał opancerzenia, z wyjątkiem masek dział.
„Nadeżda” była pierwszym większym okrętem nowo powstałej marynarki Bułgarii i jedynym okrętem bułgarskim takiej wielkości aż do czasów po II wojnie św. Była wykorzystywana przeważnie do szkolenia marynarzy. Okręt służył podczas I wojny bałkańskiej w latach 1912–1913 i II wojny bałkańskiej w 1913, lecz z uwagi na stan techniczny i konieczność remontu, nie był używany bojowo. Krótko po wybuchu I wojny bałkańskiej działa 100 mm zostały zdemontowane i ustawione na bateriach Karałtepe i Trakata koło Warny, z powodu czego krążownik do końca  działań wojennych pełnił rolę stacjonarnego okrętu patrolowego u wejścia do portu w Warnie. 
16 września 1918 r. krążownik przypłynął do Sewastopola na remont. Marynarze dowiedzieli się wkrótce o demobilizacji armii bułgarskiej, w związku z czym większość załogi została odesłana do Bułgarii. Na okręcie – oprócz oficerów – pozostało 24 marynarzy. Bolszewicy prowadzili wśród nich rewolucyjną agitację, w wyniku której Bułgarzy powołali komitet z junkrem Spasem Spasowym na czele. Nawiązali kontakt z konspiracyjną miejscową organizacją bolszewicką. 10 grudnia odbyło się pierwsze zebranie komitetu, na którym postanowiono uzyskać od dowódcy zgodę na wysłanie delegacji do Bułgarii, a także zdecydowano o rezygnacji z jakichkolwiek prac na okręcie oprócz służby patrolowej. Dowódca nie zgodził się z decyzjami komitetu, po czym wraz z kadrą oficerską opuścił okręt. Dowództwo krążownika przeszło tym samym w ręce komitetu. 15 grudnia marynarze ogłosili powstanie. Na okręt przybył jeden z wyższych oficerów, który próbował zabić S. Spasowa, ale został zastrzelony. Wieczorem przybył oddział brytyjskiej piechoty morskiej, wezwany przez dowódcę krążownika. Brytyjczycy bez oporu aresztowali wszystkich zrewolucjonizowanych marynarzy, których osadzono na krążowniku HMS „Temeraire” i przetransportowano do Bułgarii.
Podczas wojny domowej w Rosji „Nadeżda” została obsadzona przez Białych. Przeklasyfikowano ją na kanonierkę. Weszła w skład Floty Kaspijskiej. Dowództwo objął starszy lejtnant Robert E. von Wiren. Po zajęciu miasta przez wojska bolszewickie w 1921 r., okręt został włączony w skład Robotniczo-Chłopskiej Floty Czerwonej. Pozostawał w porcie do końca lat 20., kiedy rozebrano go i oddano na złom. 
W 1968 r. Prezydium Rady Najwyższej ZSRR nagrodziło orderami grupę bułgarskich byłych marynarzy krążownika „Nadeżda” za wywołanie powstania w grudniu 1918 r. W 1956 r. w Bułgarii powstał film fabularny poświęcony temu wydarzeniu.

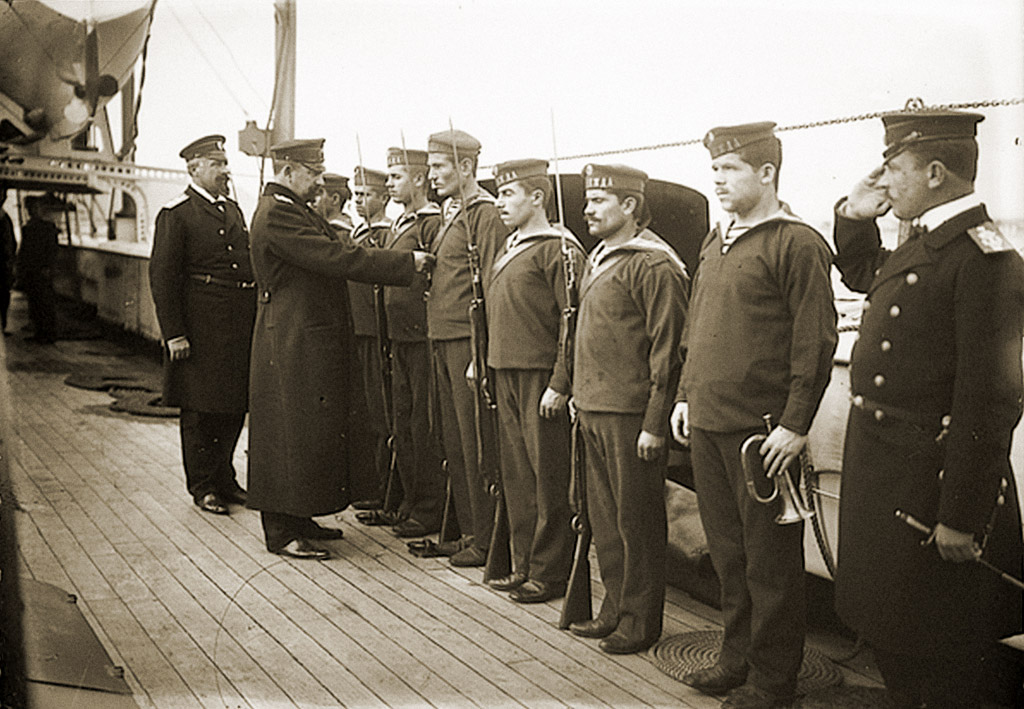
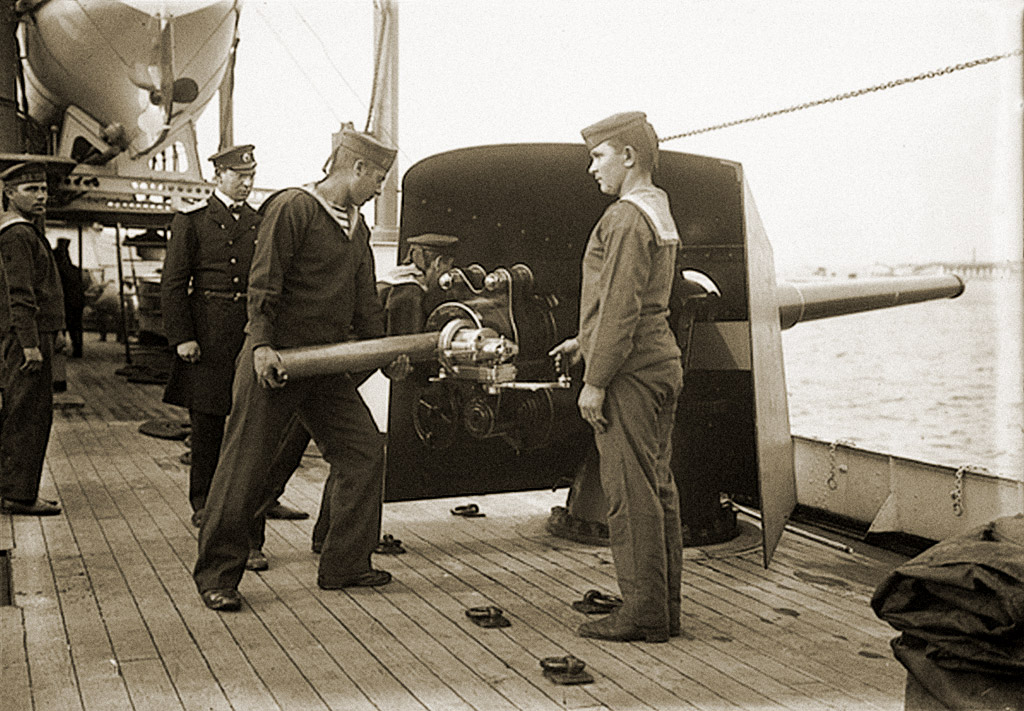